# Активни државни савјетник правде Руске Федерације
Активни државни савјетник правде Руске Федерације (рус. Действительный государственный советник юстиции Российской Федерации) је највиши класни чин у органима правде Руске Федерације од новембра 2007. године.
Установљен је указом предсједника Руске Федерације 19. новембра 2007. бр. 1554 »О поретку присвајања и задржавања класних чинова правде оних лица која врше државне дужности Руске Федерације и дужности федералне државне грађанске службе и установљавању мјесечних примања федералним државним грађанским службеницима за класни чин у складу са додијељеним му класним чином правде«.
Чин додјељује предсједник Руске Федерације оним лицима која врше дужности министра правде Руске Федерације (на приједлог предсједника Владе Руске Федерације) и генералног директора Судског департмана при Врховном суду Руске Федерације (на приједлог предсједника Врховног суда Руске Федерације).
Указом предсједника Руске Федерације од 19. новембра 2007. бр. 1554 је установљено да се ранији класни чин државног савјетника правде Руске Федерације, који се присвајао у складу са Уредбом о класним чиновима радника органа правде и државног нотаријата РСФСР, оним лицима која су вршила државне дужности Руске Федерације, сматра за класни чин активног државног савјетника правде Руске Федерације.